# Stramonio (romanzo)
Stramonio è un romanzo dello scrittore italiano Ugo Riccarelli, pubblicato nel 2000. Nello stesso anno ha vinto il premio Nazionale Letterario Pisa nella sezione Narrativa ad ex aequo con Michele Mari.

## Trama
Paolino è un ragazzo molto piccolo di statura e corporatura. Ha fatto gli studi elementari con forte anticipo e si ritrova all'esame di maturità il giorno del suo diciottesimo compleanno. Quando l'esame finisce, arrivano tutti insieme una serie di abbandoni: l'amica che più gli era cara, se ne va in Inghilterra con un ragazzo molto più brillante di lui; a casa, i genitori si sono messi d'accordo per comunicare all'unico figlio la loro separazione; i soldi non bastano più perché la maggiore età del ragazzo non obbliga il padre a mantenerlo. Per tutte queste circostanze, Paolino va all'ufficio di collocamento a cercare lavoro.
Passa il tempo e il ragazzo ha sempre chi lo supera nelle graduatorie, finché un giorno è annunciato il posto per un netturbino o operatore ecologico. Paolino si getta entusiasta sulla possibilità e va a prendere servizio alla ditta A.R.I.A., che si occupa dell'igiene nella città. Non è facile trovare un'uniforme per un ragazzo così piccolo, ma un premuroso impiegato ci riesce e Paolino è assegnato alla squadra del signor Lupo.
L'indomani, quando comincia il servizio, si trova a tu per tu con un omone, il cui nome sarebbe Luporini, nonché con gli altri sei membri della squadra: Anguilla, Quindici, Elvis, Notte, Svizzero e Nanna. Sono tutti soprannomi dovuti a qualche loro caratteristica inusuale: così Paolino smette di sentirsi a disagio. Nel giro di poche ore, Lupo trova un nome anche per lui: lo chiama Stramonio, come la pianticella che cura l'abbandono ma che può anche nuocere con il suo veleno. Tutti i compagni di squadra accolgono il nuovo collega con la massima affabilità e comincia per Stramonio una vita che mai si sarebbe aspettato.
Con la pazienza di un vero padre, Lupo insegna a Stramonio il prevedibile utilizzo delle attrezzature e gli svela quante cose siano da recuperare nel pattume. Ma più di tutto Lupo trasmette una sua filosofia sullo sporco che ogni giorno va rimosso a beneficio dei cittadini, i quali non si preoccupano di quanto riescano a danneggiare l'ambiente con i loro rifiuti. Vedendo la città da questa particolare prospettiva, Lupo fa conoscere anche alcuni amici fuori dagli schemi e destinati a soccombere, perché sono al di fuori della pulizia totale che si vorrebbe. Costoro sono un gruppo di nomadi che vivono accanto alla discarica dei rifiuti (e vivono di essa) e dei barboni che dormono la notte sotto i porticati dei palazzi più illustri.
Ma il lavoro è pieno di choc che arrivano in successione: un barbone viene bruciato vivo ed è Lupo a soccorrerlo. Un'anonima auto bianca si avvicina a una piccola nomade che chiede con la madre l'elemosina in un punto trafficato e dopo che qualcuno ha messo un pacchetto nelle mani della bimba, questo esplode, arrecandole ferite e ustioni gravissime. Ancora una volta è Lupo a chiamare l'ambulanza e consolare la piccina, in preda a dolori atroci. Un tale si rifiuta di parcheggiare meglio la propria auto e Lupo, impedito nel movimento del suo mezzo finisce con lo schiacciare l'auto. Un rinfresco offerto da un emiro degenera in violenza, furto dei cibi, sporcizia causata dalla crapula dei cittadini.
Per Stramonio però è anche la stagione dell'amore. Avuto un garage dallo zio Elio, per farsene una casa, il ragazzo conosce la figlia di Lupo, mandata dal padre a guidare Stramonio nella sistemazione del locale. Tra i due giovani, assolutamente diversi (perché Nova è una ragazzona alta e robusta), nasce un tenero sentimento che li porta a festeggiare insieme il Natale e il Capodanno. La sera dell'ultimo giorno dell'anno, Lupo invita Stramonio a casa sua. Quel che il ragazzo vede è un soppalco pieno di libri sopra il letto di Lupo, il quale però gli assicura che si tratta di roba ben lavorata. Sui muri invece ci sono tante strisce di carta che Lupo aveva raccolto un giorno: lui sostiene che questi siano i documenti scritti e scartati di una grave truffa attinente allo smaltimento dei rifiuti.
Ma il mattino seguente al garage di Stramonio si presenta Nova sconvolta: il padre è morto schiacciato sotto il soppalco e ora bisogna fare qualcosa. I ragazzi corrono all'alloggio e vedono quale catastrofe si sia portata via il signor Lupo. Inoltre Stramonio si accorge (e non dice niente) della sparizione dei documenti nonché di tutte le carte del suo capo. Stramonio piange per giorni la morte del suo amato capo e un giorno mette in atto la vendetta cosmica che gli rode il cuore. Saputo di un congresso delle autorità, si presenta sulla piazza del palazzo comunale con la spurgatrice e armeggia per aprire il pozzo nero più vicino. Poi, salito in cabina, fa partire la macchina in senso contrario, di modo che, anziché assorbire il liquame, lo espelle fuori. Il disastro è enorme e tutti i bravi cittadini comprendono cosa significhi camminare sullo sterco e vederselo piombare su vestiti e capelli. Finalmente un poliziotto si arrampica sulla spurgatrice e cattura un ragazzino piccolo piccolo che piange e ride sulla scena.
Così adesso Stramonio è stato trasferito all'ospedale dove i medici devono decidere cosa egli sia: demente o criminale. Ha raccontato la sua storia ai piccioni e pensa che, quando uscirà, andrà a trovare un suo amore, lo scrittore Bohumil Hrabal che lo benedirà perché Stramonio ha trovato l'odore dell'uomo.

## Personaggi
- Stramonio (vero nome Paolino), protagonista e io narrante del romanzo: ha diciotto anni ed è di statura che non raggiunge il metro e quaranta.
- Zio Elio, unico parente di Stramonio oltre ai due genitori; in qualche modo lo sostiene e consiglia a proposito della vita e del lavoro.
- Signor Lupo, (vero nome Luporini), caposquadra della nettezza urbana e mentore di Stramonio; lavorano all'A.R.I.A.
- Nova (vero nome Umanità Nova), figlia di Lupo e amica di Stramonio.
- Anguilla, Quindici, Elvis, Notte, Svizzero e Nanna, membri della squadra coordinata dal signor Lupo; sono ottimi amici e hanno tutti il loro soprannome.
- Hanta e Dite, due piccioni che tengono compagnia a Stramonio, ricoverato in ospedale; a loro il ragazzo narra per filo e per segno la sua bizzarra storia.

## Edizioni
- Ugo Riccarelli, Stramonio: romanzo, Piemme, Casale Monferrato 2000
- Ugo Riccarelli, Stramonio: romanzo, Einaudi, Torino 2009